# Scott Lipsky
Scott Lipsky (Merrick, 14 de Agosto de 1981) é um tenista profissional norte-americano, especialista em duplas, possui 2 titulos de ATP em duplas, seu melhor ranking foi de N. 37, em 2008.

## Grand Slam final

### Duplas Mistas: 1 (1–0)
| Posição | Ano  | Campeonato    | Piso   | Parceiro        | Oponentes                         | Placar                |
| Campeão | 2011 | Roland Garros | Saibro | Casey Dellacqua | Katarina Srebotnik Nenad Zimonjić | 7–6(8–6), 4–6, [10–7] |

## ATP finais

### Duplass: 19 (13 títulos, 6 vices)
| Legenda                           |
| Grand Slam (0–0)                  |
| ATP World Tour Finals (0–0)       |
| ATP World Tour Masters 1000 (0–0) |
| ATP World Tour 500 Series (1–0)   |
| ATP World Tour 250 Series (12–6)  |

| Posição | N.  | Data               | Torneio                                                            | Piso     | Parceiro          | Oponente                               | Placar                 |
| Campeão | 1.  | Fevereiro 18, 2008 | SAP Open, San Jose, EUA                                            | Duro (i) | David Martin      | Bob Bryan Mike Bryan                   | 6–3, 3–6, [10–7]       |
| Vice    | 1.  | Maio 4, 2008       | BMW Open, Munique, Alemanha                                        | Saibro   | David Martin      | Michael Berrer Rainer Schüttler        | 5–7, 6–3, [8–10]       |
| Vice    | 2.  | Julho 20, 2008     | Indianapolis Tennis Championships, Indianapolis, EUA               | Duro     | David Martin      | Ashley Fisher Tripp Phillips           | 6–3, 3–6, [5–10]       |
| Vice    | 3.  | Setembro 28, 2008  | Thailand Open, Bangkok, Tailândia                                  | Duro     | David Martin      | Lukáš Dlouhý Leander Paes              | 4–6, 6–7(4–7)          |
| Campeão | 2.  | Maio 3, 2009       | Estoril Open, Estoril, Portugal                                    | Saibro   | Eric Butorac      | Martin Damm Robert Lindstedt           | 6–3, 6–2               |
| Campeão | 3.  | Julho 19, 2010     | Atlanta Tennis Championships, Atlanta, EUA                         | Duro     | Rajeev Ram        | Rohan Bopanna Kristof Vliegen          | 6–3, 6–7(4–7), [12–10] |
| Vice    | 4.  | Fevereiro 6, 2011  | SA Tennis Open, Johannesburg, África do Sul                        | Duro     | Rajeev Ram        | James Cerretani Adil Shamasdin         | 3–6, 6–3, [7–10]       |
| Campeão | 4.  | Fevereiro 13, 2011 | SAP Open, San Jose, EUA                                            | Duro (i) | Rajeev Ram        | Alejandro Falla Xavier Malisse         | 6–4, 4–6, [10–8]       |
| Campeão | 5.  | Fevereiro 27, 2011 | Delray Beach International Tennis Championships, Delray Beach, EUA | Duro     | Rajeev Ram        | Christopher Kas Alexander Peya         | 4–6, 6–4, [10–3]       |
| Campeão | 6.  | Abril 24, 2011     | Barcelona Open Banco Sabadell, Barcelona, Espanha                  | Saibro   | Santiago González | Bob Bryan Mike Bryan                   | 5–7, 6–2, [12–10]      |
| Vice    | 5.  | Junho 17, 2012     | Gerry Weber Open, Halle, Alemanha                                  | Grama    | Treat Conrad Huey | Aisam-ul-Haq Qureshi Jean-Julien Rojer | 3–6, 4–6               |
| Campeão | 7.  | Julho 15, 2012     | Campbell's Hall of Fame Tennis Championships, Newport, EUA         | Grama    | Santiago González | Colin Fleming Ross Hutchins            | 7–6(7–5), 6–3          |
| Campeão | 8.  | Agosto 25, 2012    | Winston-Salem Open, Winston-Salem, EUA                             | Duro     | Santiago González | Pablo Andújar Leonardo Mayer           | 6–3, 4–6, [10–2]       |
| Campeão | 9.  | Maio 5, 2013       | Portugal Open, Oeiras, Portugal                                    | Saibro   | Santiago González | Aisam-ul-Haq Qureshi Jean-Julien Rojer | 6–3, 4–6, [10–7]       |
| Campeão | 10. | Junho 16, 2013     | Gerry Weber Open, Halle, Alemanha                                  | Grama    | Santiago González | Daniele Bracciali Jonathan Erlich      | 6–2, 7–6(7–3)          |
| Campeão | 11. | Maio 4, 2014       | Portugal Open, Oeiras, Portugal                                    | Saibro   | Santiago González | Pablo Cuevas David Marrero             | 6–3, 3–6, [10–8]       |
| Campeão | 12. | Maio 24, 2014      | Düsseldorf Open, Düsseldorf, Alemanha                              | Saibro   | Santiago González | Martin Emmrich Christopher Kas         | 7–5, 4–6, [10–3]       |
| Vice    | 6.  | Abril 12, 2015     | U.S. Men's Clay Court Championships, Houston, EUA                  | Saibro   | Treat Huey        | Ričardas Berankis Teymuraz Gabashvili  | 4-6, 4-6               |
| Campeão | 13. | Maio 3, 2015       | Estoril Open, Cascais, Portugal                                    | Saibro   | Treat Huey        | Marc López David Marrero               | 6–1, 6–4               |